# Caragana brevifolia
Caragana brevifolia är en ärtväxtart som beskrevs av Vladimir Leontjevitj Komarov. Caragana brevifolia ingår i släktet karaganer, och familjen ärtväxter. Inga underarter finns listade i Catalogue of Life.